# Gesetz über die internationale Rechtshilfe in Strafsachen
Das Gesetz über die internationale Rechtshilfe in Strafsachen (IRG) kommt dann zum Tragen, wenn zwischen Deutschland und dem betreffenden Staat kein bilateraler oder internationaler Vertrag geschlossen wurde. Das Gesetz regelt die Auslieferung von Staatsangehörigen, die an die im Gesetz genannten Bedingungen geknüpft ist (ab §§ 2 bis 42 IRG). Es regelt ebenfalls die Durchlieferung von Ausländern §§ 43 bis 47 IRG und die Rechtshilfe §§ 48 bis 58 IRG.
Die sonstige Rechtshilfe ist in den §§ 59 bis 67 IRG geregelt, sie wird auch als kleine Rechtshilfe bezeichnet. Gemeint ist jede Unterstützung eines ausländischen Staates in einer strafrechtlichen Angelegenheit. In den §§ 78 bis 83i IRG enthält es die Regel zu Umsetzung des Europäischen Haftbefehls in Deutschland.
Die Änderung zum 28. Oktober 2010 führt zur Erstreckung der Beitreibung von Geldstrafen und Geldbußen auf den Bereich der Europäischen Union (Umsetzung des EU-Rahmenbeschluss über die Anwendung des Grundsatzes der gegenseitigen Anerkennung von Geldstrafen und Geldbußen). Durch Änderung bzw. Einfügung der §§ 86 bis 87p IRG wurden die entsprechenden Vorgaben des Rahmenbeschlusses in deutsches Recht transformiert. Die Umsetzung war jedoch umstritten; insbesondere wurde kritisiert, dass die hohen Schutzstandards des deutschen Straf- und Ordnungswidrigkeitenrechts durch den EU-Rahmenbeschluss teilweise umgangen werden können.